# Bombus ashtoni
Espèce
Bombus ashtoni est une espèce de bourdons coucous parasitant des espèces similaires telles que Bombus affinis, Bombus terricola et Bombus fervidus en résidant dans les nids de celles-ci et en les incitant à leur fournir des ressources telles que de la nourriture.

## Systématique
Le nom valide complet (avec auteur) de ce taxon est Bombus ashtoni (Cresson (d), 1864).
L'espèce a été initialement classée dans le genre Apathus sous le protonyme Apathus ashtoni Cresson, 1864.
Bombus ashtoni a pour synonymes :
- Apathus ashtoni Cresson, 1864
- Psithyrus ashtoni (Cresson, 1864)